# Leigh Canham
Leigh Trevor Canham (* 1958) ist ein britischer Physiker und Hochschullehrer. Seine wissenschaftliche Arbeit widmete er der Erforschung von porösem Silicium (pSi), dessen elektrische und optische Eigenschaften er enthüllte. Zudem ist er Gründer zweier Medizintechnik-Unternehmen, die den ebenfalls von ihm mit entdeckten medizinischen Nutzen von pSi fördern und entsprechende Produkte verkaufen. Seit 1999 ist Canham Honorarprofessor an der University of Birmingham.
Aufgrund seiner häufigen Zitierung gilt Canham seit 2012 als ein möglicher Gewinner des Physiknobelpreises.

## Biographie
Canham studierte am University College London und erlangte dort 1979 seinen Bachelor of Science. Nach weiteren vier Jahren Studium am King’s College folgte die Promotion zum Ph.D.
1986 begann Canham seine wissenschaftliche Tätigkeit als Higher Scientific Officer in der Forschungsabteilung (heute: QinetiQ) des britischen Verteidigungsministeriums. Nachdem er 1988 zum Senior Scientific Officer aufgestiegen war, gelang ihm 1990 der Nachweis, dass poröses Silicium zur Elektrolumineszenz fähig ist. Durch Anlegen einer elektrischen Spannung wurde das pSi zum Aussenden sichtbaren Lichts angeregt.
1995 entdeckte er, dass pSi biologisch abbaubar und ungiftig für den menschlichen Körper ist, was dem Material eine Reihe von medizinischen Einsatzmöglichkeiten eröffnete. Canham entwickelte daraufhin eine nanostrukturierte Version des pSi, BioSilicon. Die Struktur des BioSilicon ermöglicht es, das Material mit Arzneimitteln, Genen oder Impfstoffen zu beladen und es über einen längeren Zeitraum kontrolliert im Körper freizusetzen.
Infolgedessen gründete Canham im Dezember 2000 pSiMedica, um weitere Forschungsgebiete zu erschließen, und übernahm die wissenschaftliche Leitung des Konzerns. Wenig später verkaufte er das Unternehmen an pSivida, wobei es in deren Unternehmensstruktur eingegliedert wurde und Canham seine Arbeit fortsetzte. Schließlich verließ er pSivida und gründete IntrinsiQ Materials, wo er sich als wissenschaftlicher Leiter auf die Entwicklung von Ernährungstherapie im Zusammenhang mit pSi spezialisiert hat.
2011 wurde er mit dem zweiten Platz in der Sektion kleine und mittelständische Unternehmen beim European Inventor Award ausgezeichnet.

## Publikationen (Auswahl)
Bisher veröffentlichte Canham über 100 wissenschaftliche Arbeiten und hält zudem mehr als 20 Patente.
Bücher
- Leigh T. Canham (Hrsg.): Properties of Porous Silicon. Institution of Engineering and Technology (INSPEC), 1997, ISBN 0-85296-932-5.
- Biomedical Mems: Clinical Applications of Silicon Technology. IOP Publishing, 2003, ISBN 0-7503-0921-0.

Schriften
- Gaining light from silicon. in: Nature, Ausgabe 408, S. 411–412, 2000, ISSN 0028-0836.
- Silicon quantum wire array fabrication by electrochemical and chemical dissolution of wafers. in: Applied Physics Letters, Ausgabe 57, S. 1046–1048, 1990, ISSN 1077-3118.